# Herb Jokne’am
Herb Jokne’am został po raz pierwszy opublikowany 28 grudnia 1961 roku.
Herb jest wykonany w kształcie tarczy, w której górnej części umieszczono wizerunek kwiatu cyklamenu, który ma w tej okolicy swoje naturalne środowisko. Pośrodku tarczy znajduje się symboliczne wyobrażenie miasta Jokne’am. Góry nawiązują do położonych w otoczeniu miasta wzgórz Wyżyny Manassesa i masywu górskiego Karmel. Barwa zielona gór wskazuje, że wzgórza są porośnięte dużymi kompleksami leśnymi. Widoczna po lewej stronie baszta nawiązuje do starożytnej historii Jokne’am. Natomiast do współczesności nawiązuje poprowadzony na dole kabel światłowodowy.
Poniżej tarczy herbowej widnieje nazwa miasta w języku hebrajskim יקנעם i angielskim Yokneam.